# Tytthaspis sedecimpunctata
Sextonprickig nyckelpiga (Tytthaspis sedecimpunctata) är en skalbaggsart som först beskrevs av Carl von Linné 1760. Den ingår i släktet Tytthaspis och familjen nyckelpigor.

## Beskrivning
En nyckelpiga med beige till gulaktig grundfärg med upp till 8 svarta fläckar på varje täckvinge (de tre yttersta flyter ofta ihop). Sömmen mellan täckvingarna är även den svart. Antennerna och benen är gula, hos hanen har de sistnämnda svarta lår. huvudet har svart bakdel, hos honan är även partiet mellan ögonen svart. Mellankroppen har längst fram en tvärrad med fyra svarta fläckar, följda av två svarta prickar. Melanistiska (helsvarta) arter förekommer sällsynt. Arten är liten: Kroppslängden är 2,5 till 3,3 mm.
I sitt sista stadium är larven ljust gråbrun med mörkare, hårbärande vårtor. Puppan är blekt brungul med fyra otydliga längsrader med mörkare teckningar. Nederdelen av puppan är täckt med den sista larvhuden.

## Utbredning
Det globala utbredningsområdet omfattar delar av Europa söderut till Nordafrika, österut via Vitryssland, Ukraina, mellersta och södra Ryssland, Kaukasus, Georgien, Armenien, Azerbajdzjan, norra Kazakstan och nordvästra Kina, samt sydöst till västra Asien. I Europa förekommer den i Storbritannien upp till södra Skottland, Mellan- och Nordeuropa upp till mellersta Skandinaviska halvön och Baltikum samt glesare i södra Europa inklusive södra Balkan. I Sverige förekommer den sextonprickiga nyckelpigan i Götaland och Svealand upp till Bohuslän och Mälardalen; i Finland saknas arten (bortsett från ett odaterat fynd gjort i Villnäs).

## Ekologi
Nyckelpigan lever i många olika habitat, men föredrar sandjordar som dynlandskap, kustområden, stäpper och ruderatområden. Den förekommer även på torrängar, kalkstensområden, saltängar, gräsmarker och hedar. I undantagsfall uppträder den även på våtmarker. Arten övervintrar i grästuvor, vissna löv och mossa. Under övervintringen förekommer den gärna i mycket stora samlingar; i Storbritannien har man påträffat en grupp med över tiotusen individer.

### Föda
Den sextonprickiga nyckelpigan lever av bladlöss, men även av rostsvampar, mjöldaggsvampar, pollen, kvalster och tripsar. Pollen hämtar den främst från gräs, korgblommiga växter och vindeväxter.

## Bildgalleri

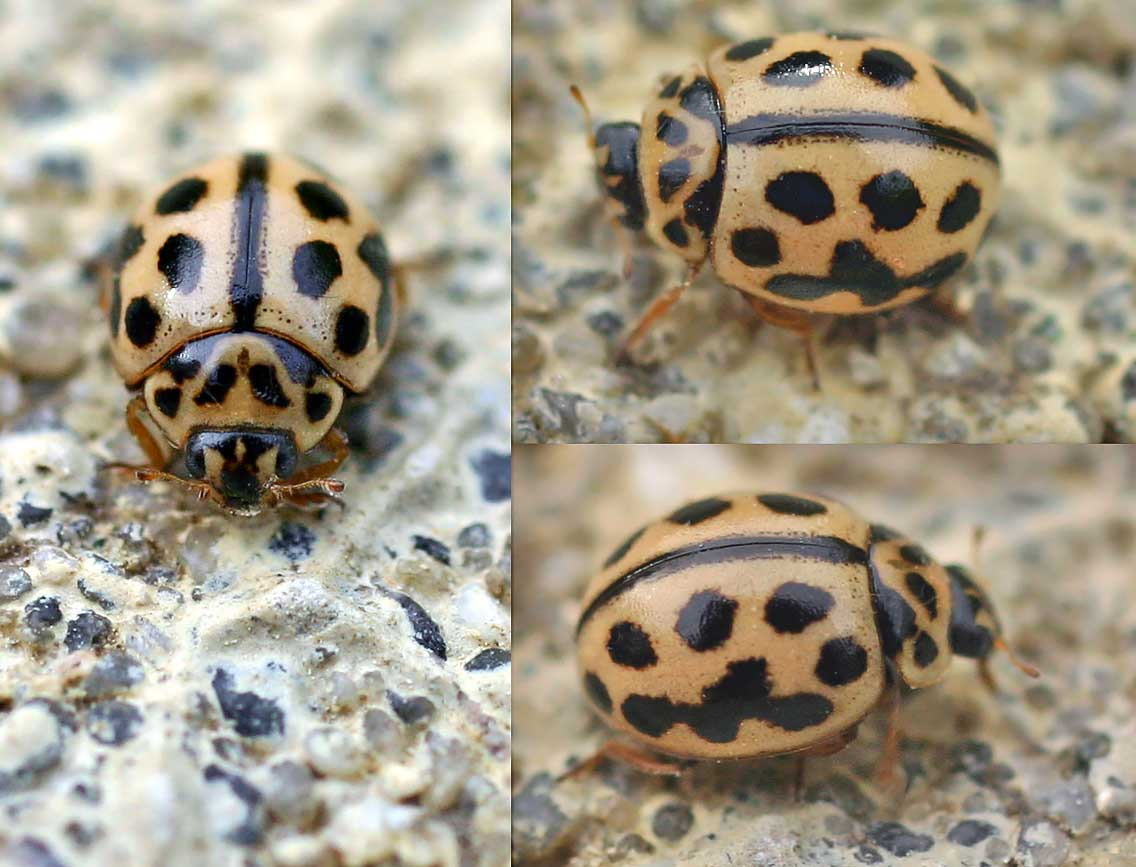
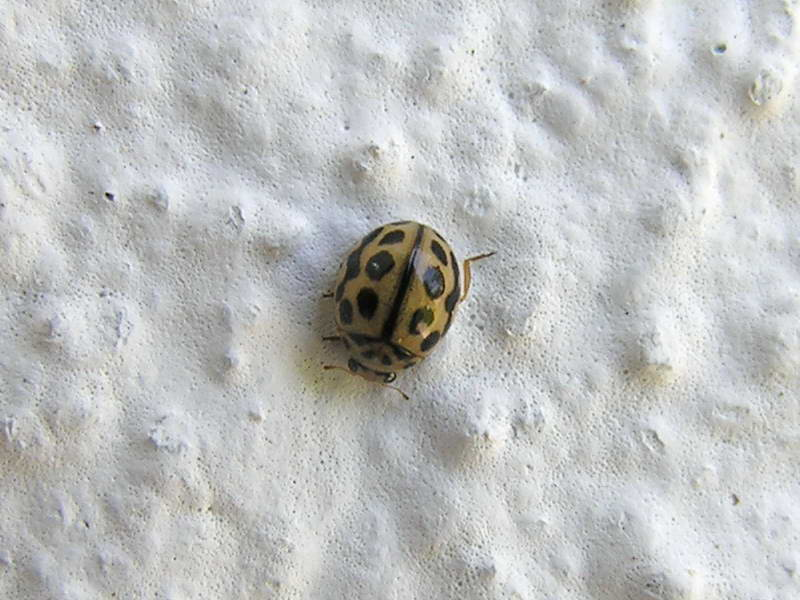
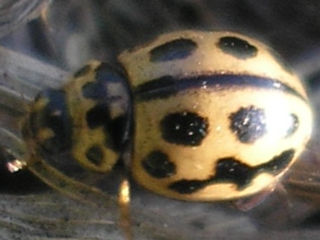
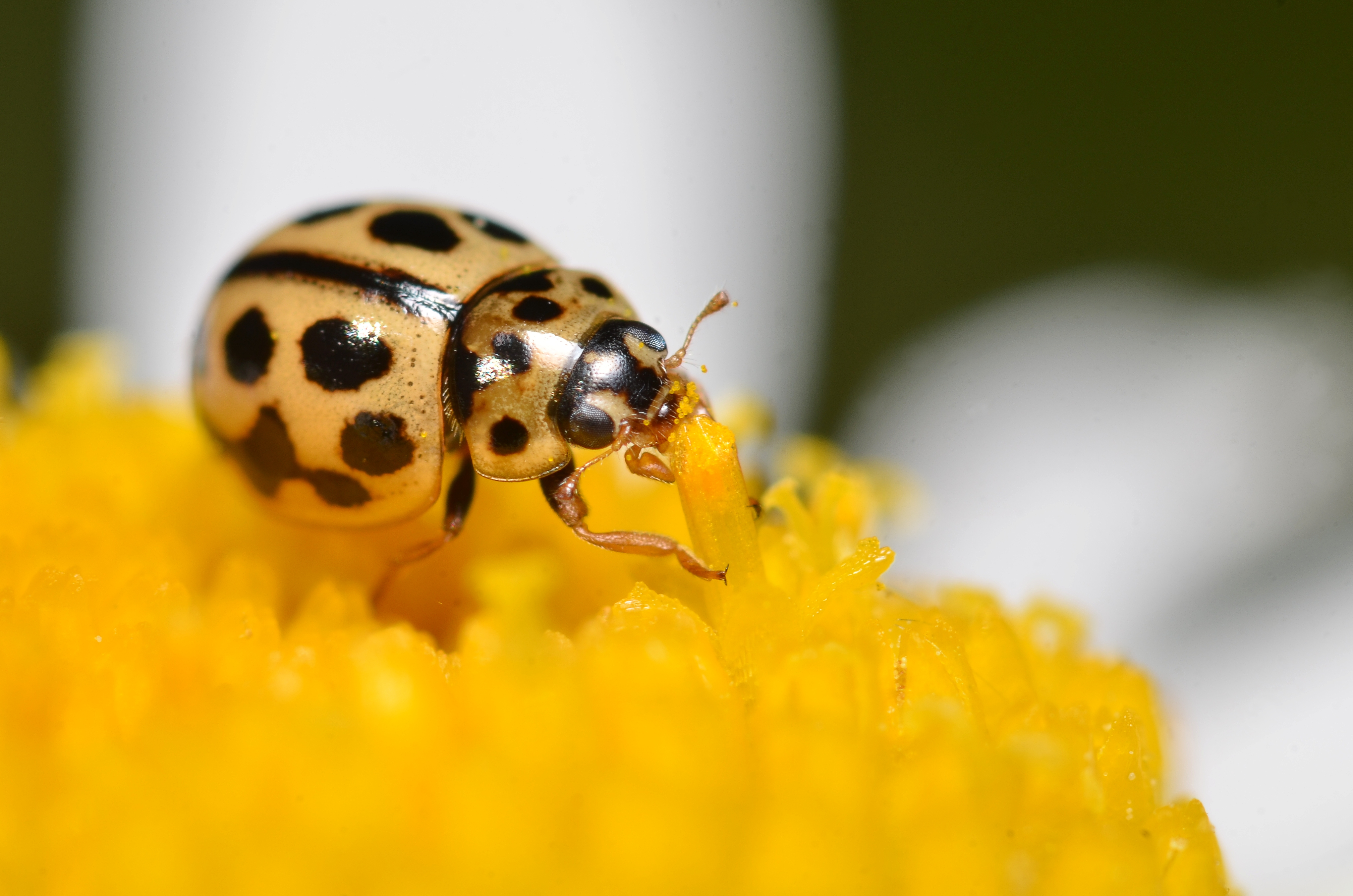
Sextonprickig nyckelpiga som äter pollen.